# Bericap
Le groupe BERICAP est un fabricant de bouchons à vis en plastique dont le siège social est situé à Budenheim près de Mayence. Le groupe BERICAP emploie plus de 4 400 personnes sur 31 sites dans 24 pays (en 2024). 
L'entreprise fabrique des fermetures en plastique et des fermetures en aluminium pour les marchés de l'emballage dans les secteurs des boissons, de l'alimentation et de l'industrie (par exemple, l'automobile et la pharmacie).
En 1926, Jacob Berg fonde Jacob Berg GmbH & Co pour fabriquer des boîtes de conserve. Le futur propriétaire, Adam Krautkrämer, fut président de la Chambre de commerce et d'industrie de Rheinhessen de 1945 à 1946. En 1948, Krautkrämer joua un rôle clé dans le financement du premier Congrès catholique allemand à Mayence. Krautkrämer, membre du « Grand Comité du Carnaval de Mayence », a utilisé l'outil avec lequel les armoiries de la première Journée catholique d'après-guerre avaient été produites deux ans plus tôt pour introduire le premier insigne de train de Mayence. Le premier motif était le Bajazz avec lanterne et Marotte. Depuis 1987, l'entreprise se concentre sur la production de bouchons en plastique, dont la vente représente aujourd'hui 100 pour cent du chiffre d'affaires.
En 1996, la société a changé de nom pour devenir BERICAP. 
En France, les sites sont basés à Vittel et Dijon et sont dirigés par Dominique-Paul Vallée de 1998 à 2013,.
En 2020 , la société Mala Verschluss-Systeme GmbH à Schweina a été reprise. Cette entreprise produit des bouchons à vis en aluminium sur deux sites.Aujourd'hui, elle opère sous le nom de BERICAP Aluminium GmbH.

## Volume des ventes
Les ventes mondiales en 2017 se sont élevées à environ 800 millions d'euros. En 2022, le chiffre d'affaires s'est élevé à 1,2 milliard d'euros.